# 小島職鎮
小島 職鎮（こじま もとしげ）は、戦国時代から安土桃山時代にかけての武将。神保氏、上杉氏の家臣。日宮城代。姓は小嶋とも書く。

## 略歴
神保長職の重臣。享禄年間に越前国朝倉氏と交渉をもっていたことが史料から確認でき、長職の神保家再興を支えた老臣であったと推定される。しかし神保家が上杉家に敗れると、親上杉派となり、親一向宗・武田派の寺島職定と対立してこれを排除し神保家中の実権を握った。長職が没すると、上杉家臣化し、上杉氏から越中衆の筆頭として重用された。
元亀3年(1572年)5月、加賀一向一揆が大挙して越中に侵攻してくると、日宮城に篭城して防戦したが、山本寺定長率いる上杉軍の援軍が到着する前に降伏開城してしまい（尻垂坂の戦い）、上杉軍は神通川の渡し場で一揆勢に奇襲されて大損害を被った。職鎮はこのことについて弁明に努めた結果、その後も上杉氏からは厚遇されており、上杉謙信死後遺品の太刀を贈られている。
天正10年(1582年)3月、甲州征伐で苦境に立っている武田勝頼に呼応して、魚津城を攻囲中の織田軍の背後を突いて唐人親広と共に富山城を急襲し、神保長職の子・長住を幽閉してしまうが、柴田勝家らの織田軍に鎮圧された。その後も上杉軍の一員として佐々成政の越中平定に抵抗しているが、その後消息は途絶え、間もなく没したものと思われる。子孫と思われる一族は後に越中富山藩士となっている。